# Pseudopanthera triangulum
Pseudopanthera triangulum là một loài bướm đêm trong họ Geometridae.